# 哈薩克族達斯坦
哈薩克族達斯坦是哈薩克族的民間口述文學說唱藝術，用傳統樂器冬不拉伴奏，分為神話題材的黑薩長詩和史詩形式的敘事長詩，代表作有《霍爾赫特阿塔書》《闊布蘭德》《闊孜庫勒帕什與巴彥蘇魯》等，在哈薩克族文學史上有重要地位。現存的哈薩克族達斯坦有200多部，新疆福海縣闊克阿尕什鄉哈仁村牧民哈孜木·阿勒曼是掌握哈薩克族達斯坦數量最多的人，可以吟唱104部。2008年6月7日，哈薩克族達斯坦被列入第二批中國國家級非物質文化遺產名錄。